# Ярыгин, Алексей Геннадьевич
Ярыгин Алексей Геннадьевич (27 октября 1985, Москва, Россия) — российский спортсмен, тренер по мотокроссу, мастер спорта России.

## Карьера
Родился и живет в Москве.
Многократный призер чемпионата России по мотокроссу.
В настоящее время — тренер клуба «МотоМастерство» (Подольск).

## Награды и звания
- Чемпион России по мотокроссу 2021, класс Open.[1]